# Mošavové hnutí
Mošavové hnutí (hebrejsky: תנועת המושבים, Tnu'at ha-mošavim) je organizace zastřešující velkou část vesnic typu mošav v Izraeli.
Hnutí bylo založeno roku 1933. Jeho vznik provázely pochybnosti některých obyvatel tehdy vznikajících mošavů o správnosti vytváření střechové organizace. Myšlenka na založení takové organizace vzešla už ve 20. letech od předáků mošavů Nahalal a Kfar Jechezkel. K definitivnímu založení pak došlo na schůzce v Kfar Vitkin. Vedení hnutí představovalo politickou reprezentaci této složky židovské ekonomiky v tehdejší mandátní Palestině. Během války za nezávislost v roce 1948 koordinovalo mobilizaci obyvatel mošavů, pak v 50. letech řídilo příliv imigrantů a masivní vlnu zakládání nových mošavů, včetně přesunu některých obyvatel měst na venkov v rámci kampaně me-ha-Ir le-kfar. V 80. letech 20. století hnutí pomáhalo zvládat dopady ekonomické krize, která postihla mošavy. Počátkem 90. let 20. století prošel v Knesetu zákon, na němž se podílel i člen hnutí Gedalja Gal, který umožnil mnoha mošavům vyrovnat se s velkým zadlužením. Díky tomu se postupně ekonomická i politická síla mošavů obnovovala.
Počátkem 60. let 20. století spadalo pod mošavové hnutí 227 vesnic s celkovou populací přes 87 000 lidí. K roku 2011 se uvádí členství 254 vesnic.